# Argyractoides
Argyractoides is een geslacht van vlinders van de familie van de grasmotten (Crambidae), uit de onderfamilie van de Acentropinae. De wetenschappelijke naam en de beschrijving van dit geslacht zijn voor het eerst gepubliceerd in 1956 door William Harry Lange.

## Soorten
- Argyractoides albibasalis (Schaus, 1912)
- Argyractoides catenalis (Guenée, 1854)
- Argyractoides chalcistis (Dognin, 1910)
- Argyractoides cuprescens (Hampson, 1917)
- Argyractoides gontranalis (Schaus, 1924)
- Argyractoides leucogonialis (Hampson, 1906)
- Argyractoides lucianalis (Schaus, 1924)
- Argyractoides nitens (Schaus, 1912)
- Argyractoides productalis (Hampson, 1917)
- Argyractoides rinconadalis (Schaus, 1924)
- Argyractoides samealis (C. Felder, R. Felder & Rogenhofer, 1875)
- Argyractoides volcanalis (Schaus, 1912)